# Indio (California)
Indio es una ciudad ubicada en el condado de Riverside en el estado estadounidense de California, fundada en 1930. Según el censo de 2010 tiene una población de 76 036 habitantes y una densidad poblacional de 1'1 personas por km².

## Geografía
Según la Oficina del Censo, la ciudad tiene un área total de 69,1 km² (26,7 mi²), de la cual 69,1 km² (26,7 mi²) es tierra y 0 km² (0 mi²) (0%) es agua. Indio se encuentra dentro del Valle Coachella.

## Demografía
Según la Oficina del Censo en 2000 los ingresos medios por hogar en la localidad eran de $34,624, y los ingresos medios por familia eran $35,564. Los hombres tenían unos ingresos medios de $25,651 frente a los $21,093 para las mujeres. La renta per cápita para la localidad era de $13000

## Historia
La construcción de la línea de ferrocarril al este de Los Ángeles comenzó en 1873. Los trenes fueron operados a Colton el 16 de julio de 1875 y a Indio (entonces Indian Wells) el 29 de mayo de 1876. Continuando hacia el este desde Indio, el ferrocarril llegó a la orilla oeste del río Colorado frente a Yuma el 23 de mayo de 1877 (un pueblo conocido como Arizona City antes de 1873). Se demoró en conseguir que la autoridad militar estableciera vías a través de la reserva india de Yuma, y era septiembre de ese año antes de que se completara el puente para que los trenes pudieran operar en Yuma. El Southern Pacific Railroad debía haberse unido a los de Texas & Pacific, uno de los varios ferrocarriles que poseían o buscaban la autoridad federal para construir líneas desde varias secciones del oeste del país hasta la costa del Pacífico. Pero la cabecera del T&P estaba en un punto muerto en Texas, por lo que Southern Pacific continuó construyendo hacia el este. (Un esbozo histórico del PACÍFICO SUR 1869-1944 por Erle Heath Editor, El "Boletín" del Pacífico Sur, www.cprr.org/Museum/SP_1869-1944/).
La ciudad de Indio surgió debido a la necesidad de un punto intermedio para el ferrocarril Southern Pacific entre Yuma, Arizona y Los Ángeles . Los motores necesitaban ser rellenados con agua. Al principio, la ciudad que iba a ser llamada se llamaba Indian Wells, [9] : 292, pero debido a tantas otras áreas que ya se llamaban así, se eligió a Indio, después de una variación en español de la palabra "indio". [10] Después de la llegada del ferrocarril en 1876, Indio realmente comenzó a crecer. El primer edificio permanente fue la estación y el hotel Southern Pacific Depot, de estilo artesano. Southern Pacific trató de hacer la vida lo más cómoda posible para sus trabajadores con el fin de evitar que abandonaran un área tan difícil para vivir en ese momento. Estaba en el centro de toda la vida social en el desierto con un elegante comedor y danzas de alojamiento los viernes por la noche. [11]
Mientras que Indio comenzó como una ciudad ferroviaria, pronto se convirtió en agrícola. Las cebollas , el algodón , las uvas , los cítricos y las fechas prosperaron en el clima árido debido al ingenio de los agricultores que encuentran diversos medios para obtener agua; Primero a través de pozos artesianos y luego a través de la rama del valle del Canal All-American . Sin embargo, el agua también fue un problema importante para Indio y la ciudad se inundó varias veces hasta que se crearon los canales de aguas pluviales en todo el valle de Coachella. [12]
Empresarios y mujeres encontraron esta última tierra fronteriza de los Estados Unidos continentales como un lugar ideal para comenzar de nuevo. El Dr. Harry Smiley y su esposa Nell fueron residentes tempranos y se quedaron en Indio después de que su auto se averiara camino a Los Ángeles, se convirtieran en personas de influencia y ayudaron a dar forma al área. AG Tingman fue uno de los primeros propietarios de tiendas y primer administrador de correos de Indio, pero también es conocido por aprovecharse de los mineros cuando se dirigían a las montañas, vendiendo a precios bastante altos. Más tarde, el Dr. June Robertson McCarroll se convirtió en un destacado filántropo y en un médico exitoso en Indio. Ella fue responsable, junto con el Indio Woman's Club, por presionar a California para que adoptara la colocación de líneas blancas en las calles después de que casi la atropellaran demasiadas veces al pasar vehículos. Pero a pesar de que estos primeros fundadores de la ciudad son considerados pioneros, todavía participaron en el estilo de vida de sus amigos que viven en áreas como Los Ángeles. Indio se estableció rápidamente y se mantuvo al día con todas las tendencias a medida que eran traídas por los ferrocarriles.[13]
A principios del siglo XX, Indio ya era más que una ciudad ferroviaria que se desvanecía. Se construyeron escuelas, el hospital La Casita proporcionó servicios médicos y las familias establecieron sus raíces. Este fue el crecimiento de una ciudad, no solo de una ciudad ferroviaria.
En 1920, alrededor de uno a dos mil residentes de todo el año vivían en Indio, mientras que puede duplicarse de 2.500 a 5.000 durante los meses de invierno y se anunció como un centro de salud para personas mayores y con enfermedades respiratorias y enfermedades en el resto del siglo XX. siglo. [14]
En Indio se estableció la Estación de Dátiles del USDA, un lugar donde se llevaba a cabo una importante investigación científica sobre dicho fruto, que se convertiría en una parte importante de la cultura de la localidad. La estación se abrió en 1907 y consiguió que los agricultores locales comprendiesen mejor este cultivo único, convirtiendo al Valle de Coachella en líder de los cultivos de dátiles estadounidenses. Esto también hizo que se creasen vínculos entre Indio y el Medio Oriente, y por eso la Feria del Condado tiene el estilo y la estética de dicha zona de Asia.
Coachella y Thermal pronto fueron ciudades más grandes que Indio, pero Indio siguió siendo el "Centro del Valle", como se llamaba. Con la quema de la mayoría de Thermal y el declive de Coachella, Indio volvió a crecer. En 1930 Indio era una zona próspera e incorporada. El 6 de septiembre de 1930, el tendero Fred Kohler recibió la primera licencia comercial en Indio.
Indio también recibió ayuda de los soldados visitantes del campo de entrenamiento de Patton en Chiriaco Summit, ubicado a 30 millas al este. [15] Sin embargo, Indio vio otro declive cuando la población del valle comenzó a moverse hacia el oeste hacia ciudades más nuevas como Palm Desert. Sin embargo, ahora hay una inversión en esta tendencia y la sección oriental del valle está lista para convertirse nuevamente en el centro del Valle de Coachella. [dieciséis]
La ciudad tenía tasas de desempleo significativas (en algunos casos más del 20 por ciento) a fines del siglo XX y desde la recesión a fines de la década del 2000 . [ citación necesitada ] La tasa en 2006 fue inferior al 5 por ciento después de que la economía local repuntara en el auge inmobiliario cuando los residentes más ricos se mudaron. [ citación necesitada ] El rápido crecimiento de la población impulsó la necesidad actual de la ciudad de oportunidades de empleo.

## Poblaciones más cercanas
El siguiente diagrama muestra las poblaciones más cercanas: